# MacGregor-Plakette

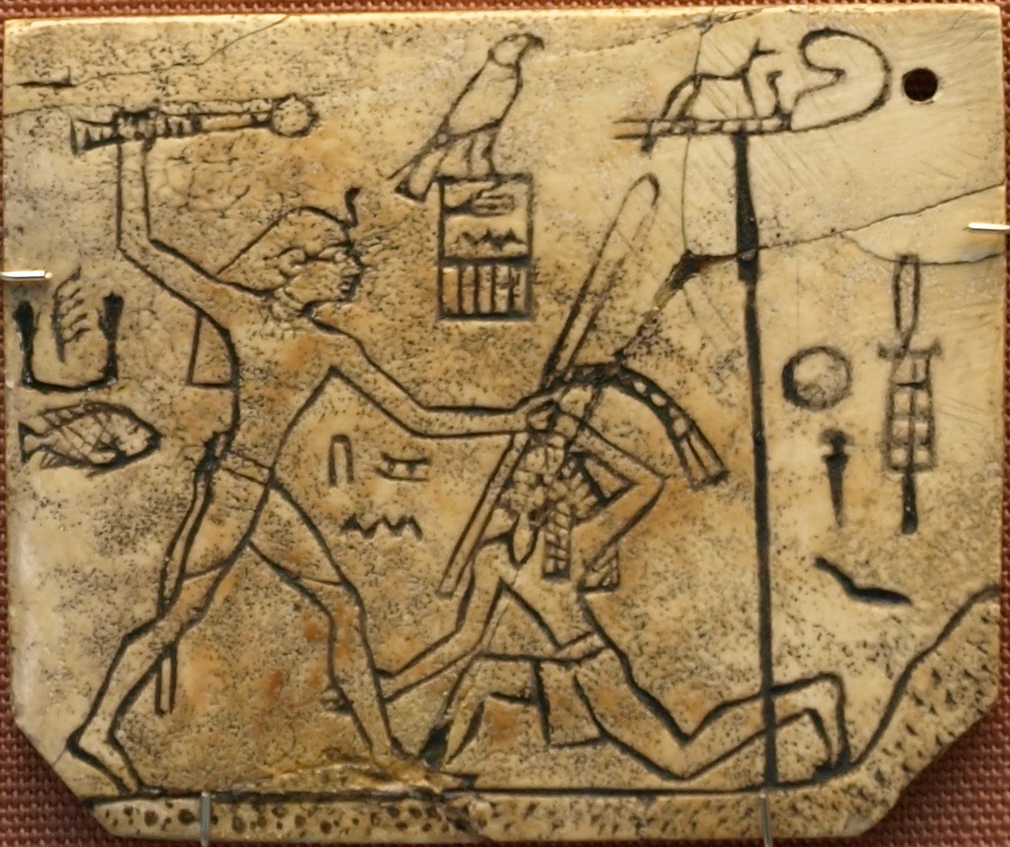

Als MacGregor-Plakette (auch MacGregor-Täfelchen und Sandalenplakette von König Den) wird ein bedeutendes Artefakt bezeichnet, das wahrscheinlich aus dem Mastaba-Grab des altägyptischen Königs (Pharao) Hor Den (1. Dynastie) stammt. Die Plakette war gemäß Beischrift ursprünglich an den Sandalen des Königs angebracht.

## Herkunft und Beschreibung
Das Artefakt wurde vermutlich im Grab des Königs Den in Abydos gefunden, es stammt aus den Grabungen des französischen Archäologen, Koptologen und Ägyptologen Émile Amélineau. Heute wird das Täfelchen im Britischen Museum unter der Inventar-Nummer 1922,0728.2 ausgestellt. Es wurde 1922 vom Museum erworben und befand sich vorher in der Macgregor-Collection. Das Täfelchen besteht aus bearbeitetem Elfenbein und misst 4,5 cm × 5,4 cm und ist etwa 0,2 cm dick. Die Bilddarstellungen sind eingraviert und nachgebrannt.
Auf der Vorderseite ist König Den abgebildet. Dieser trägt einen Lendenschurz, ein Khat-Kopftuch (Vorläufer des bekannteren Nemes-Kopftuchs) mit Uräus-Schlange und einen Tierschwanz, den er sich rücklings an seinen Schurz geheftet hat. Den wird hier bei seinem Horusnamen genannt. Seine Pose zählt zum Programm des „Erschlagens des Feindes“: Der König hat die rechte Hand erhoben, sie hält eine Prunkkeule fest. Mit der linken Hand hat Den einen Feind beim Schopfe gepackt, der Gegner ist bereits in die Knie gegangen und versucht, den Schlag des Königs abzuwehren. Durch seine Frisur (Kinnbart und Rasta-Locken) kann er als Asiate identifiziert werden. Rechts der Plakette findet sich die Hieroglypheninschrift „Erstes Mal des Schlagens des Ostens“, beigefügt ist die Schakalstandarte des Gottes Upuaut. Links der Plakette findet sich der Name des hohen Beamten Inika.
Auf der Rückseite ist die Darstellung eines Sandalenpaares abgebildet, wobei die linke Darstellung durch Kratzer stark zerstört ist.
Die Plakette wurde 2010 in der 11. Folge der BBC-Radio-Serie A History of the World in 100 Objects vorgestellt.